# Arnes Nachlass (Film)
Arnes Nachlass ist ein deutscher Spielfilm aus dem Jahre 2013. Der Film entstand nach dem gleichnamigen Roman von Siegfried Lenz.

## Handlung
Arnes Vater hat sich und seine ganze Familie vergiftet, weil er den Konkurs seiner Firma nicht verwinden konnte. Nur durch einen Zufall entgeht Arne dem Tod. Der traumatisierte 16-Jährige wird von Harald, einem Jugendfreund seines Vaters, als Pflegekind aufgenommen, der im Hamburger Hafen ein kleines Abwrack-Unternehmen betreibt, das selbst in wirtschaftlichen Schwierigkeiten steckt.
Auf den verschlossenen Arne, der an das traumatische Geschehen zunächst keine Erinnerung hat, reagiert seine neue Umgebung unterschiedlich. Haralds ältester Sohn Hans teilt sein Zimmer mit ihm und nimmt ihn wohlwollend in Schutz, während seine jüngeren Geschwister Lars und Wiebke ihn mehr als fremdartigen Eindringling betrachten. In der Schule gilt der teils hochbegabte Arne schnell als eigenbrötlerischer Streber, was ihm nichts auszumachen scheint. Öfters halluziniert er die Anwesenheit seiner toten Schwester Margarethe. Bald verliebt er sich in Wiebke, ohne zu bemerken, dass sie in einer völlig anderen Welt lebt als er. Seine völlige Ehrlichkeit – als Bargeld im Haus verschwindet, antwortet er auf die Frage, ob er es genommen habe, nicht mit „nein“, sondern dass er sich nicht erinnern könne – steht ihm beim Aufbau von Vertrauen im Weg. Diese Eigenarten machen es ihm auch unmöglich, Zugang zu einer Clique um Lars und Wiebke zu bekommen, die nachmittags in einer verfallenen Villa abhängt.
Gemeinsam richten die Geschwister mit Arne ein verfallenes Segelboot wieder her, doch beim Stapellauf wird es zerstört, da Arne die Seilbremse zu weit lüftet und dann scharf bremst. Er nimmt die Schuld auf sich und erbittet von Lars und Wiebke eine Bestrafung. Sie verpflichten ihn, bei einem nächtlichen Diebstahl in Haralds Unternehmen den Wache haltenden Arbeiter Kalluk abzulenken, der Arne mag. Das gelingt ihm nicht vollständig, Kalluk wird niedergeschlagen.
Kalluk und Harald lassen Arne ihre tiefe Enttäuschung spüren, doch auch Lars und Wiebke verachten ihn nun, obwohl er sie nicht verraten hat. Er sieht sich in der Sackgasse, fährt mit dem kleinen Boot der Familie auf die Elbe hinaus und wird nicht mehr gesehen. Harald findet kurz darauf das leere Boot. Auch die Polizei findet keine Spur des Jungen. 
Später packt Hans Arnes Habseligkeiten in einen Umzugskarton. Als er fertig ist, packt Wiebke sie wieder aus. Ihnen wird klar, dass dieser Karton nur der kleinere Teil von Arnes Nachlass ist und dass die Geschichte mit ihm sie alle verändert hat.
Eingerahmt wird die Erzählung von Harald, der nachdenklich an der Elbe steht und sich fragt, ob er das hätte verhindern können. Den Umzugskarton heben sie auf, für den Fall, dass Arne noch lebt und irgendwann zurückkommt.

### Unterschiede zum Buch
Im Buch ist Hans der Ich-Erzähler und schildert die Geschichte Arnes in der Erinnerung, während er dessen Habseligkeiten einpackt. Im Film ist die Erzählsituation offener; mehrmals fungiert Harald als personaler Off-Erzähler, Hans dagegen ist nur eine Figur, die neben Lars und Wiebke in den Hintergrund tritt. So ist es im Film auch Harald, der am Schluss das leere Boot findet, im Buch ist es Hans. Situationen aus dem Schulunterricht, die nach Buch zur Produktionszeit nicht mehr zeitgemäß wären, wurden umgestaltet. Arne ist im Film älter als im Buch, wo er mit zwölf Jahren zu Haralds Familie kommt.

## Kritik
„Atmosphärische, von elegischen Bildern getragene Tragödie, die ihren erdenschweren literarischen Stoff sinnstiftend und sinnlich in die Moderne überträgt.“